# Robert van Breugel Douglas

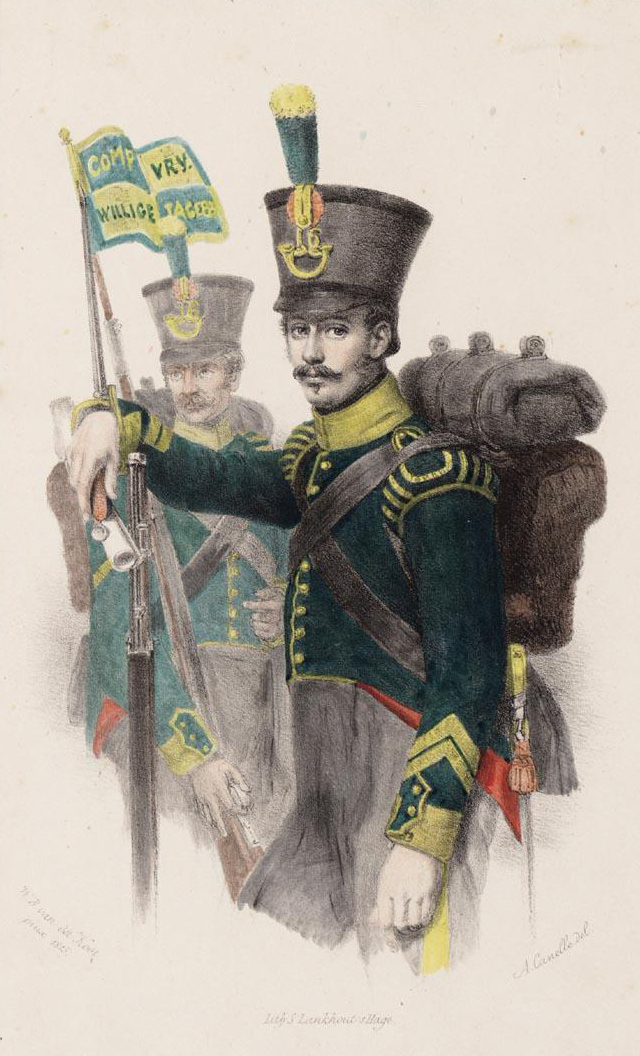
Jhr. R. van Breugel als korporaal bij de Compagnie Friesche vrijwillige Jagers van 1815; litho van Willem Bartel van der Kooi (1768-1836), circa 1815-1820

Mr. Robert baron van Breugel Douglas (tot 1861: Robert baron van Breugel)  ('s-Hertogenbosch, 26 juli 1791 - 's-Gravenhage, 23 november 1873) was een Nederlands lid van de Raad van State en publicist.

## Familie
Van Breugel was lid van de familie Van Breugel en een zoon van de Bossche stadssecretaris mr. Caspar baron van Breugel (1752-1833) en Mary Douglas (1755-1793). Zijn vader werd in 1815 verheven in de Nederlandse adel en hem werd in 1826 de titel van baron verleend met overdracht bij eerstgeboorte; na het overlijden van zijn vader werd hij dus op 31 mei 1833 baron.
Van Breugel trouwde in 1821 met jkvr. Louisa Albertina Glinstra van Sminia (1799-1837), lid van de familie Van Sminia; uit dit huwelijk werden een dochter en een zoon geboren. In 1839 trouwde hij met zijn nicht jkvr. Anna Maria de Rovere van Breugel (1793-1874); uit dit huwelijk werden geen kinderen geboren. Zijn tweede echtgenote stamde uit de tak De Rovere van Breugel die eigenaar was van de Buitenplaats Rustenhoven die het gezin Van Breugel-van Breugel na het overlijden van hun (schoon)vader ook 's zomers bewoonde.

### Predicaten en titels
- Bij geboorte: Robert van Breugel.
- Vanaf 5 december 1811, na promotie op stellingen: mr. Robert van Breugel.
- Vanaf 15 april 1815, na verheffing van zijn vader in de Nederlandse adel: jhr. mr. Robert van Breugel.
- Vanaf 31 mei 1833, na overlijden van zijn vader: mr. Robert baron van Breugel.
- Vanaf 30 januari 1861, na naamstoevoeging van de naam van zijn moeder: mr. Robert baron van Breugel Douglas.

## Leven en werk
Na zijn studie Romeins en hedendaags recht te Leiden promoveerde Van Breugel op 5 december 1811 in de rechten en vestigde zich als advocaat te 's-Gravenhage. Vanaf 1818 was hij lid (later deken) van de Ridderschap van Friesland. Van 19 augustus 1842 tot 1 juli 1862 was hij lid van de Raad van State, nadat hij daar bij KB van 4 december 1825 tot referendaris was benoemd. Na zijn ontslag als Staatsraad werd hij, zoals gebruikelijk, per 1 juli 1862 benoemd tot lid Raad van State in buitengewone dienst totdat hij op eigen verzoek het desbetreffende KB weer deed intrekken, hetgeen bij KB van 21 augustus 1862 gebeurde.

### Korporaal bij de Friese vrijwillige jagers
In 1815 was hij korporaal bij de Compagnie van Friese Vrijwillige Jagers. Van Breugel stelde een verzoek op dat gericht werd aan de koning om een jagerscompagnie op te richten om diensten aan te bieden in de strijd tegen Napoleon; de koning gaf op 1 mei 1815 daartoe zijn akkoord "onder betuiging onzer bijzonder tevredenheid". Op 27 april 1815 stond in het Staatsblad van het Koninkrijk der Nederlanden, n° 100, een (vervolg)lijst van vrijwilligers voor cavalerie of infanterie bij compagnieën, met Van Breugel als eerstvermelde uit Leeuwarden om te dienen bij de infanterie. De genoemde vrijwilligers werden toegevoegd aan het 16e bataljon jagers dat vanaf 24 mei onder commando van kapitein Brouérius van Nidek stond; het zou zo rond de zestig manschappen omvatten. Hoewel de compagnie werd samengesteld en naar Brussel trok, was ze door alle bureaucratische vertragingen (volgens Van Breugel) te laat om nog van dienst te zijn, daar de beslissende strijd bij Waterloo toen al gestreden was. Slechts aan hun bereidheid dankten de nog levende vrijwilligers een ereteken dat bij KB van 10 mei 1865 n° 45 was ingesteld en op 13 juli 1865 in Leeuwarden in het gouvernementshuis door de Commissaris des Konings aan de dertien overlevenden (van de 62) werd uitgereikt. De herinneringen van Van Breugel als vrijwillige jager stelde hij op schrift, en ze werden na 1815 opnieuw uitgegeven in 1866.

### Over het adelsrecht
In 1867 publiceerde Van Breugel Over het adelsregt in de Nederlanden. Hierin betoogde hij twee zaken. In de eerste plaats meende hij dat de adel in 1795 niet was afgeschaft, maar daarna alleen had opgehouden te bestaan. Hij ging daarbij uitgebreid in op wat in alle adelsbesluiten die hetzij door de volksrepresentanten, hetzij in (ontwerp-)grondwetten hetzij in koninklijke besluiten vanaf 1795 was bepaald. In 1956 meende W.F. Prins echter, mede gebaseerd op jurisprudentie, dat dat onhoudbaar was.
Een tweede zaak die Van Breugel aankaartte was de inlijving van leden van Britse geslachten. Dat was uitdrukkelijk bij de adelsbesluiten vanaf 1813 uitgesloten daar er van wederkerigheid geen sprake zou zijn (Nederlanders konden niet worden ingelijfd in de Britse adel). In Nederland waren weliswaar leden van Britse adel in de Nederlandse adel opgenomen, maar dat gebeurde uitsluitend door verheffing en niet door inlijving. Met allerhande voorbeelden trachtte Van Breugel aan te tonen dat inlijving in de Britse van vreemde adel wel degelijk kon en gebeurde. Mogelijk had het feit dat zijn moeder, een Mary Douglas, van adellijke Schotse afkomst was, en zijn overgrootvader George Douglas, 7th Laird of Friarshaw (1673-1753) was, te maken met zijn interesse op dit gebied.
Ten slotte werd in een aanhangsel ingegaan op een derde, zeer recente kwestie: de verlening van de titel van graaf met recht van eerstgeboorte aan jhr. mr. Henrik van Hogendorp (1842-1924), lid van het geslacht Van Hogendorp, hetgeen merkwaardig was omdat hij sinds het overlijden van zijn broer Dirk (1833-1857) daartoe al gerechtigd was en dit besluit dus overbodig was. Ook adelsdeskundige mr. Willem Jan baron d'Ablaing van Giessenburg (1812-1892) gaf daarover zijn (negatief) oordeel; het besluit werd echter op dit punt niet ingetrokken.

### Nevenfunctie
Rond 1851 was hij lid van het bestuur van het Protestantsch Landbouwkundig Gesticht te Montfoort.